# Musée européen d'art campanaire
Le Musée européen d'art campanaire est un musée situé à L'Isle-Jourdain (Gers).
Il a été inauguré le 16 décembre 1994 sous le haut patronage de François Mitterrand, président de la République, avec la bénédiction pontificale du pape Jean-Paul II et en présence des autorités protestantes de la région Midi-Pyrénées.

## Collections
Autour de l'objet phare du musée, le carillon de la Bastille, monument historique, c'est un millier d'objets qui sont présentés : grandes cloches d'Occident et d'Orient, grelots, sonnailles, tambours de bronze et de bois, crécelles et simandres, claviers et carillons, bijoux et jouets sonores.

### Fonderie

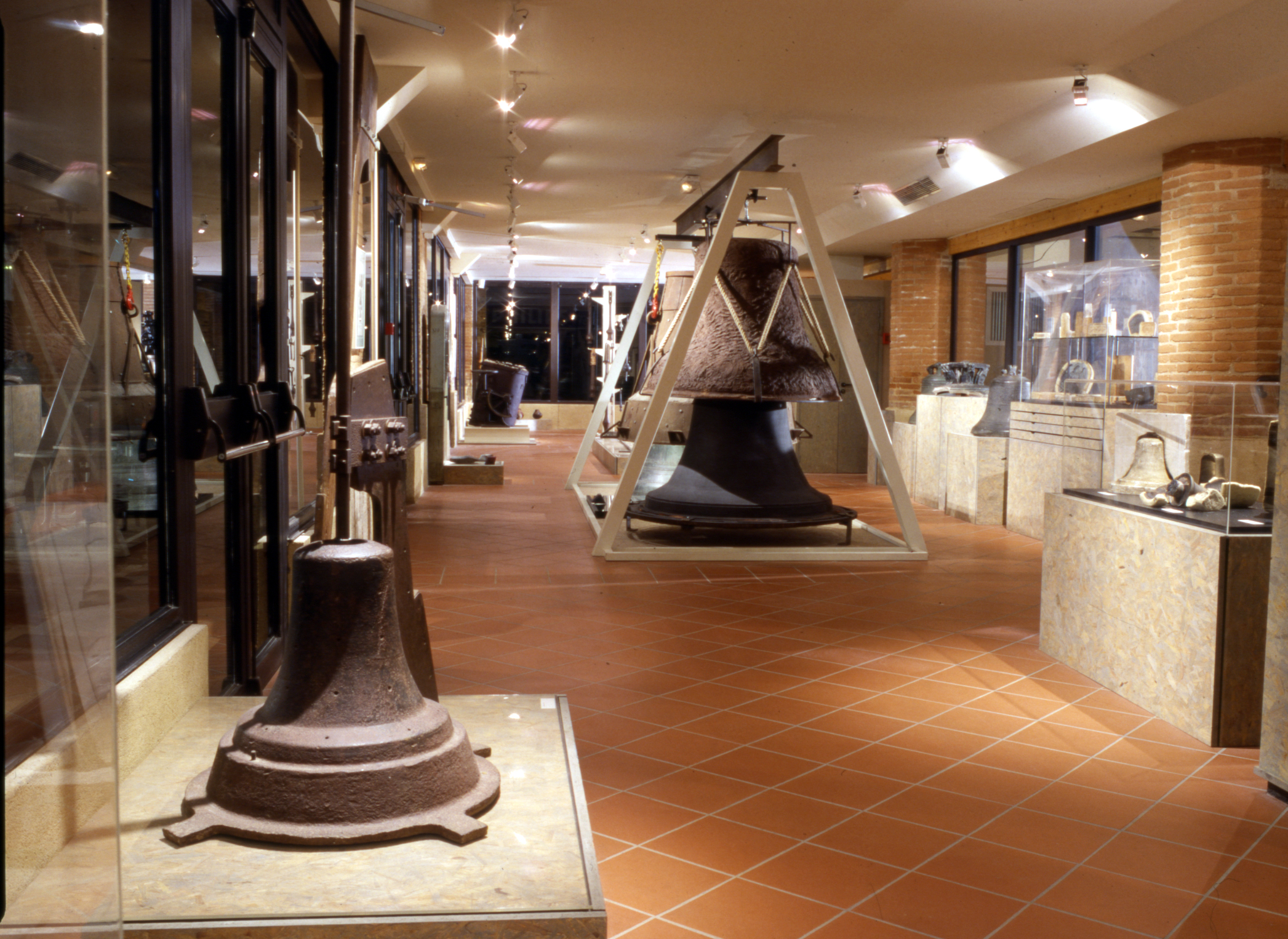
Chapes, planches à trousser, moules...

Le visiteur trouve dans cette zone les objets ou documents liés à l'art des fondeurs de cloches (outils, moules, chapes, four, tour d'accordage, etc.). Une vidéo présente des images de coulées dans les grandes fonderies européennes.
Elle regroupe un grand nombre d'objets provenant de la fonderie Paccard à Annecy.

### Révolution française et guerres mondiales

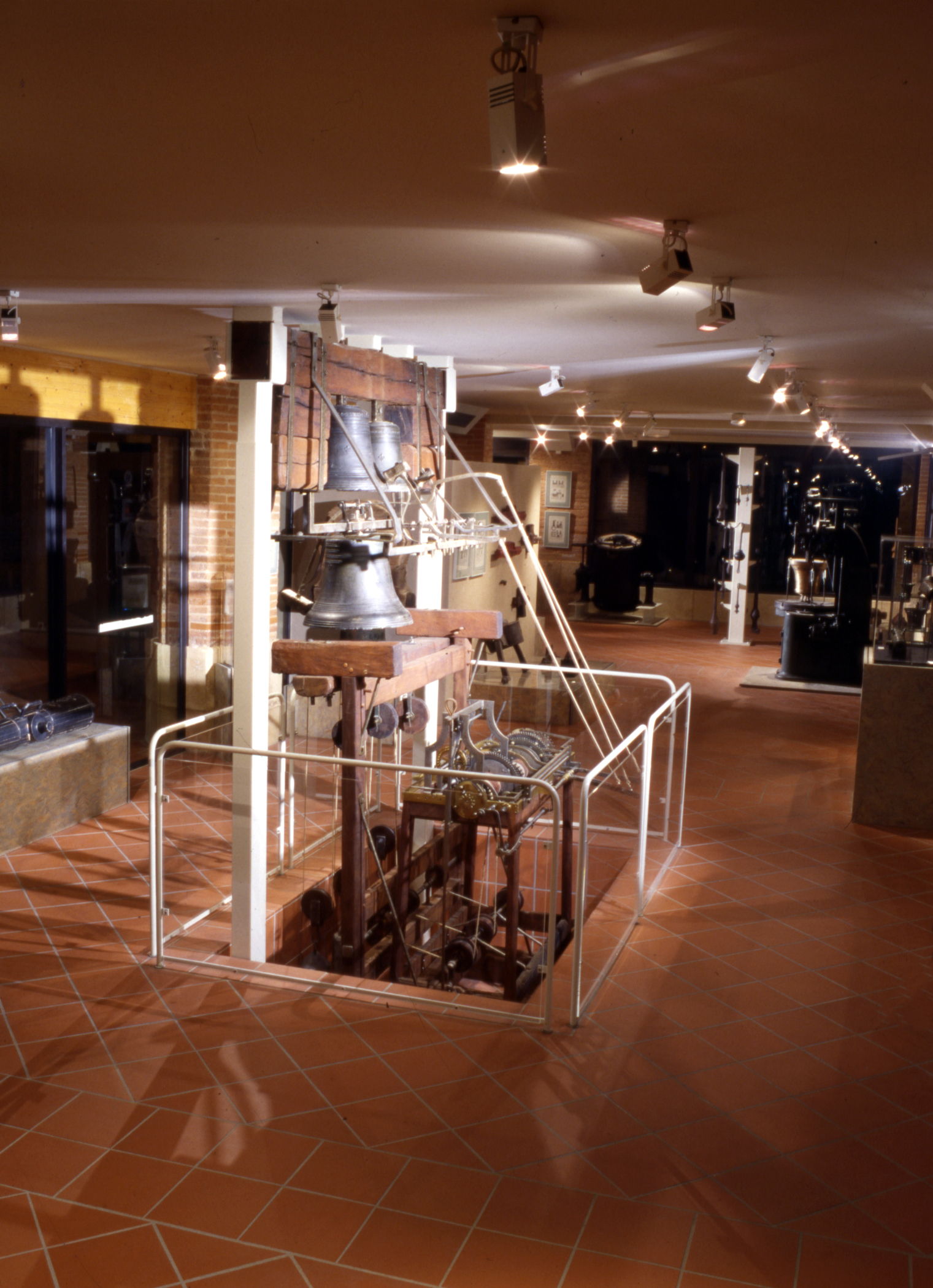
Horloge de la Bastille

Cette zone est articulée autour de l'horloge monumentale de la Bastille, miraculeusement sauvée après le 14 juillet 1789. L'État l'a achetée en 1989 aux enchères à Drouot à un restaurateur de la Place de la Bastille.
On y trouve aussi divers types de monnaies ainsi que des canons fabriqués avec du métal de cloche. Des copies des textes de loi de la Première République française ordonnant la fonte des cloches pour en faire des pièces de monnaie puis des canons. Dans des tiroirs on peut aussi consulter des cartes postales de la Première Guerre mondiale montrant des clochers détruits.

### Horlogerie monumentale

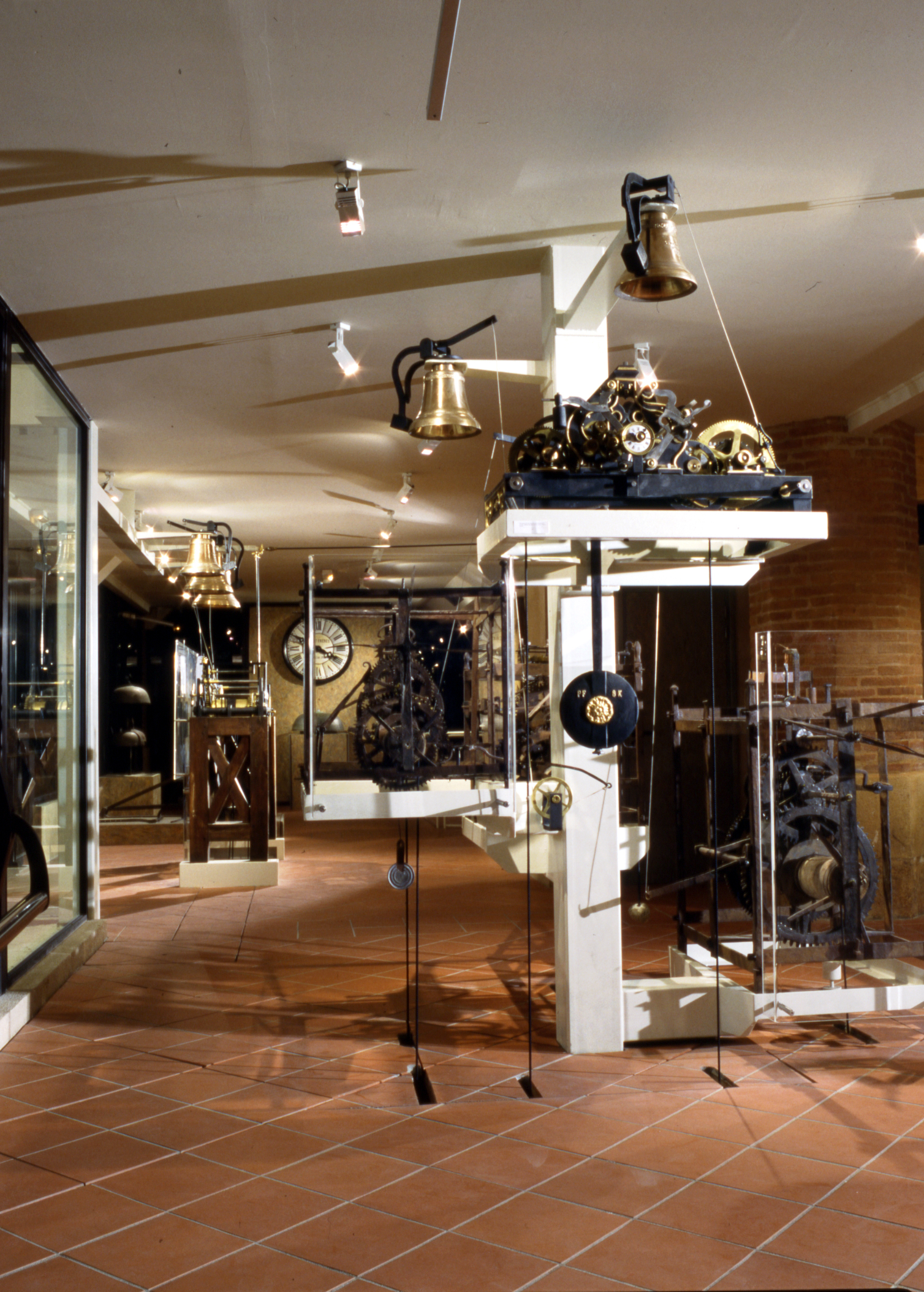

L'expression du temps abordée est l'expression collective. C'est l'horlogerie monumentale qui est traitée ici, car son histoire modifie, de siècle en siècle, le paysage sonore quotidien grâce aux cloches.
Toutes les horloges présentées sont en état de marche et égrènent (ou pourraient égrener pour les plus anciennes XVe et XVe siècles) leurs sonneries et mélodies, notamment une très grande horloge à Jacquemarts.

### Cloche musique et messages

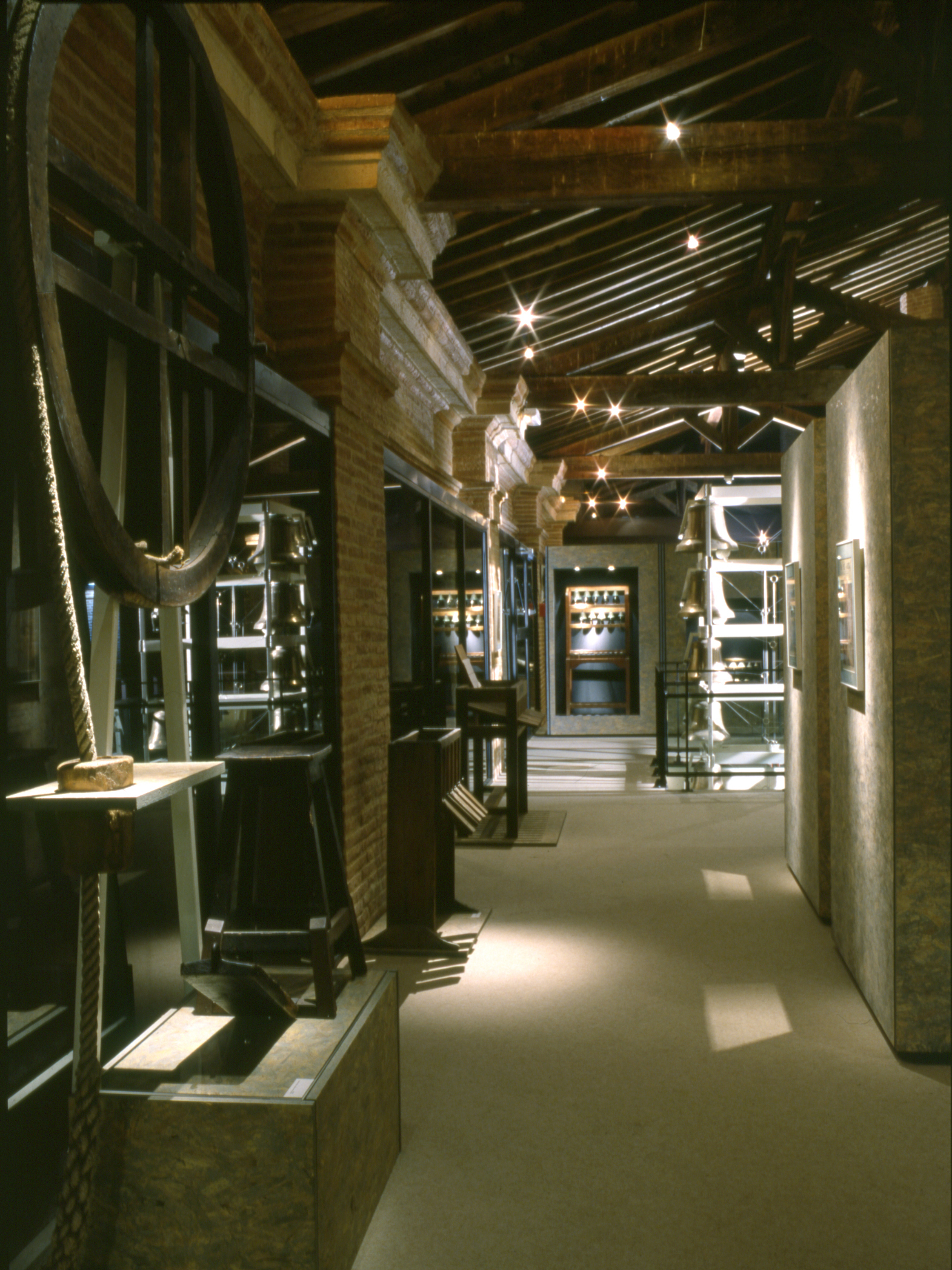

Cette importante zone développe en priorité l'aspect « art et tradition populaire » de la cloche : présentation des divers types de claviers et carillons, historique des sonneries d'angélus, contre-cloches de la semaine sainte, cloches de signal, collections de cloches de table, de jouets et jeux liés à la cloche, etc.

### Cloche identité

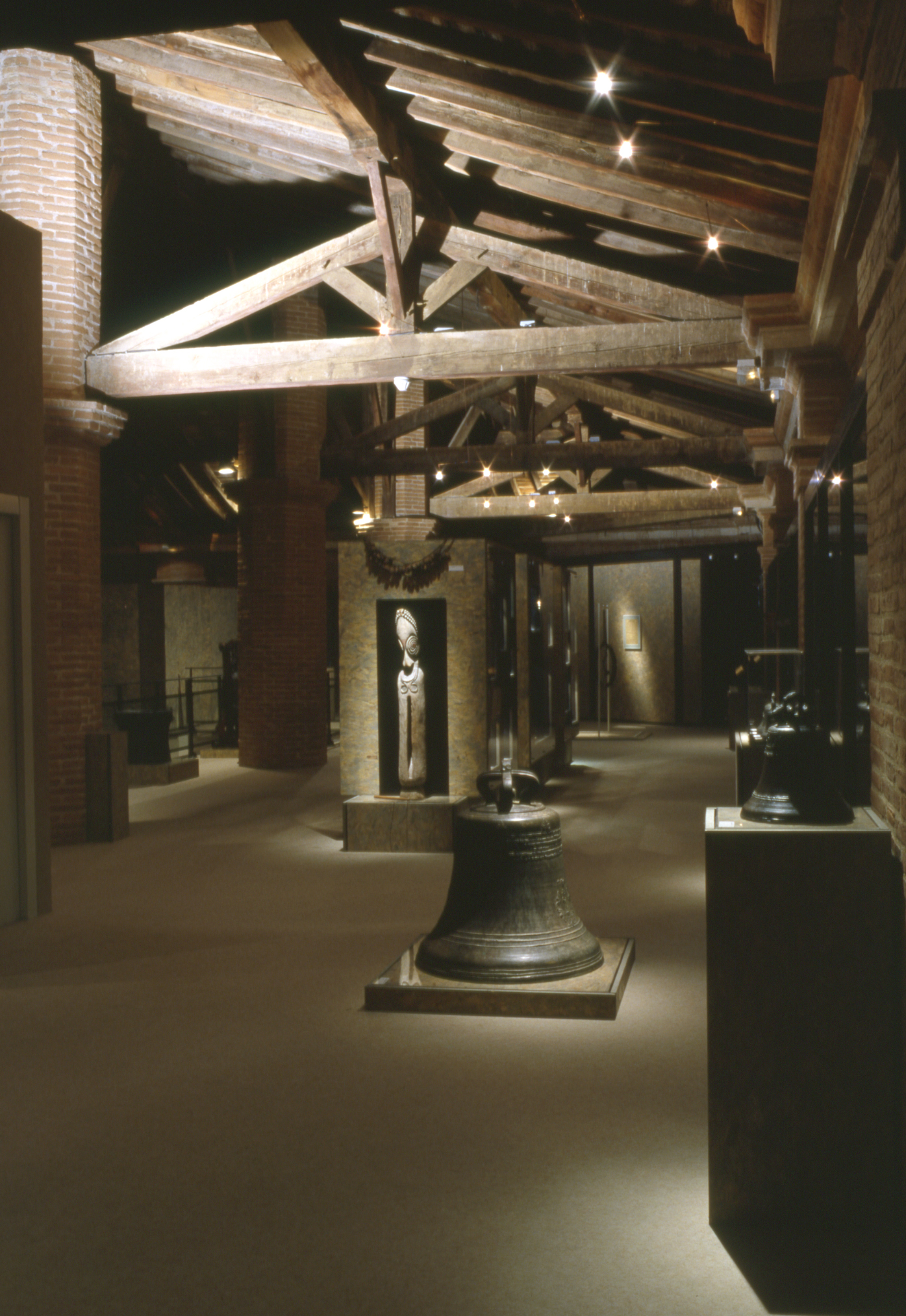

Cette zone commence par les cloches et clochettes archéologiques de deux à trois millénaires av. J.-C. Elle présente l'ancêtre de la cloche chrétienne, la simandre en bois, puis fait voyager le visiteur dans le temps, de l'Europe aux Amériques, en passant par l'Afrique, l'Orient et l'Océanie.

### Cloche et bétail
On trouve dans cette zone une importante typologie des sonnailles en terre, en bronze et en fer cuivré et leur rapport de formes avec les animaux qui les portaient. Un espace est consacré aux grelots, un autre aux divers colliers et à leurs décorations, enfin, un espace tout particulier présente les carillons d'attelage, ces subrejougs (surjougs) si célèbres dans la vallée de la Save et en Midi-Pyrénées qu'ils sont devenus le symbole du Centre musée européen d'art campanaire de L'Isle-Jourdain.